# (1246) Chaka
(1246) Chaka (dawniej: (1246) 1932 OA)  – planetoida z grupy pasa głównego asteroid okrążająca Słońce w ciągu 4 lat i 88 dni w średniej odległości 2,61 au. Została odkryta 23 lipca 1932 roku w Union Observatory w Johannesburgu przez Cyrila Jacksona. 

## Nazwa
Nazwa planetoidy pochodzi od Czaki, wodza plemion zuluskich. Przed nadaniem nazwy planetoida nosiła oznaczenie tymczasowe (1246) 1932 OA.